# Markéta Antiochijská
Svatá Markéta Antiochijská (ve východní církvi Marina) byla starokřesťanská mučednice, o níž je jen velmi málo spolehlivých zpráv. Byla popravena v období pronásledování císaře Diokleciána roku 304. 
Svátek svaté Markéty se slaví ve východní církvi (velkomučednice) 17. července, v západní církvi 20. července. V českých zemích se však odedávna uctívala dne 13. července, a to až do uvedení nového Římského martyrologia (oficiální seznam mučedníků uznaných římskokatolickou církví) v roce 2001. Ve starokatolickém misálu je památka mučednice Markéty z Antiochie 13. července uvedena stále.

## Legenda
Podle legendy pocházela z Antiochie Pisidské, asi 150 km na sever od dnešní Antalye (Anatolie) v Turecku, ve starověku významném městě, kde byla židovská a brzy i křesťanská obec (viz Skutky apoštolů 13). Markétin otec byl pohanský kněz, matka jí brzy zemřela. Markéta se stala křesťankou, ale protože byla velmi krásná, vyhlédl si ji místní prefekt Olibrius a když ho odmítla, obvinil ji a nechal mučit jako křesťanku. Ve vězení se jí zjevil satan v podobě draka a pozřel ji, ona však nad ním zvítězila skrze Kříž (zápas světice s drakem zobrazil Raffael Santi). Když odolala ještě dalšímu mučení hřebeny, utopením a ohněm, byla nakonec sťata.

## Uctívání
Úcta krásné mučednice Markéty je na východě doložena od 7. století. Roku 908 byly její ostatky přeneseny do Itálie a na západě se kult rozšířil ve vrcholném středověku. Zobrazuje se nejčastěji s drakem, například na oltářním obraze Mistra Třeboňského. S drakem se zobrazuje také svatá Marta, ta však má navíc kropáč, kterým se odliší. Svatá Markéta mívá často na hlavě korunu, v ruce knihu, palmu, kříž nebo hůl s křížem. V levé ruce někdy drží na řetěze uvázaného draka. U nohou světice bývají zobrazeny mučící nástroje, jimiž pro víru trápena byla, totiž hřeben nebo pochodeň (katané ji drásali železnými hřebeny a pak pálili pochodněmi). Dalším atributem bývají perly (margarites řec. perla).
Markéta se díky šťastnému vyjití z draka uctívala jako patronka těhotných žen a její jméno bylo velmi časté i v panovnických rodinách. Je patronkou sedláků, panen, kojných; pomáhá při těžkém porodu, neplodnosti, nemocech obličeje a při poraněních; je pomocnicí v nouzi. Náleží též do sboru čtrnácti svatých pomocníků a je zařazena mezi tzv. Quattuor Virgines Capitales [čtyři panny hlavní, vynikající], kam kromě ní patří ještě svatá Barbora, svatá Dorota a svatá Kateřina Alexandrijská; bývají často zobrazovány společně. Svatá Jana z Arku se často modlila ke svaté Markétě a ta s ní rozmlouvala.

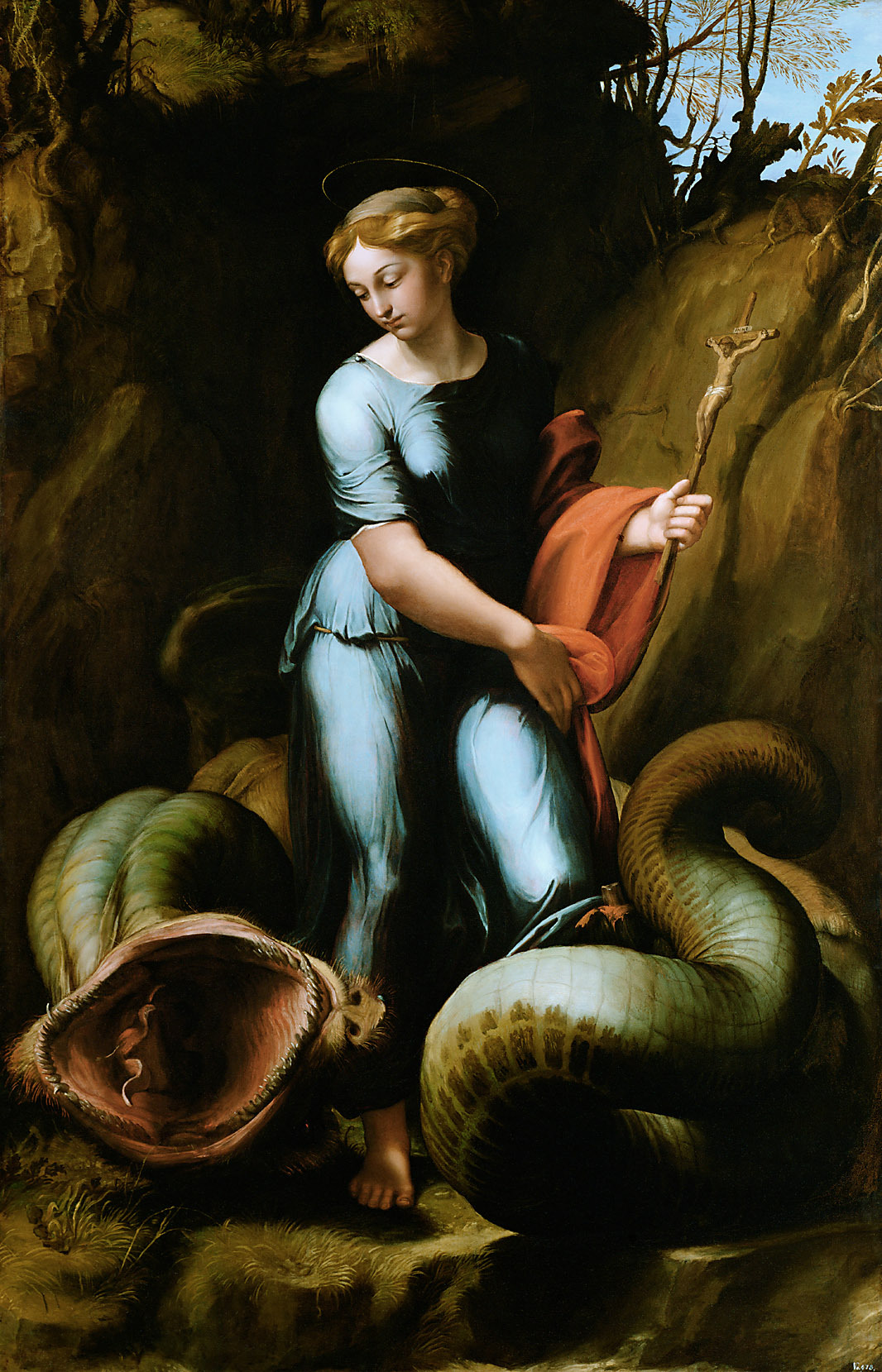
Raffael Santi: Svatá Markéta; asi 1518, Louvre, Paříž.

## Úcta v českých zemích

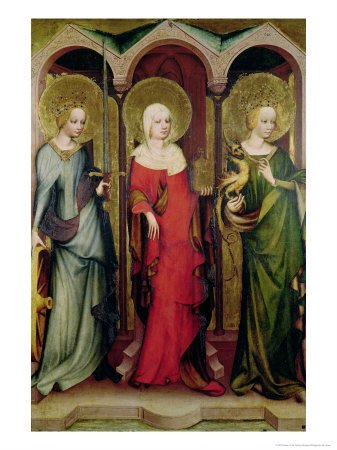
Svatá Kateřina, Marie Magdalena a Markéta Antiochijská (Mistr Třeboňského oltáře, kolem 1380)

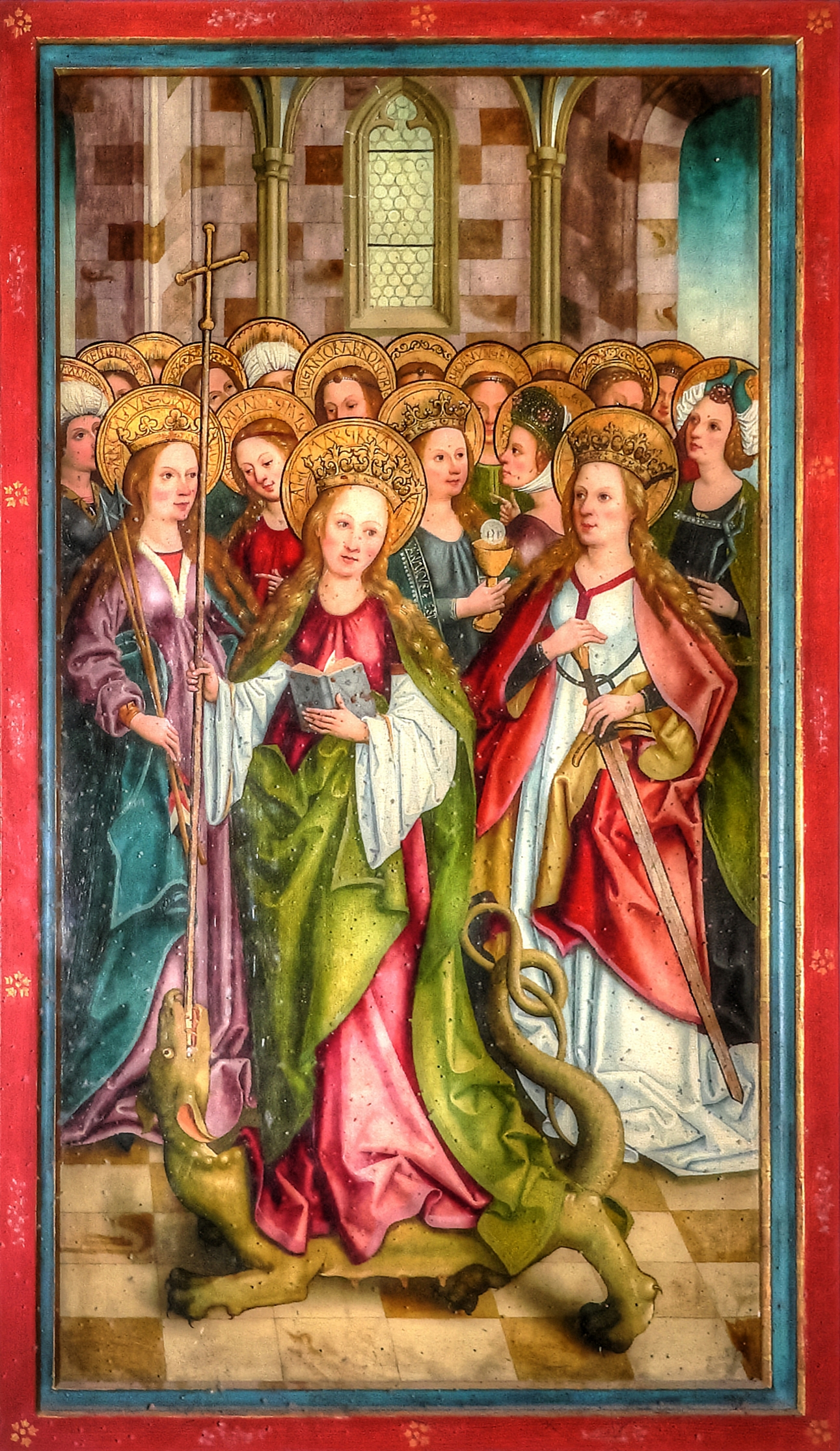
Sv. Markéta (Oltářní obraz v Ulmu, kolem 1490)

Svatá Markéta byla uctívána od středověku, král Přemysl Otakar II. dostal na památku svého vítězství nad Uhry v bitvě u Kressenbrunnu v den před svátkem svaté Markéty (12. července 1260) od papeže Alexandra IV. rameno, zub a dvě částky z lebky této svaté mučednice a rozdělil je mezi různé svatyně, do baziliky Svatého Víta na Pražském hradě, do klášterních kostelů ve Zlaté Koruně a v Plasích, a v katedrále sv. Václava v Olomouci.
V roce 1262 bylo v Čechách veliké sucho a odtud hrozil hlad. Pražský biskup Jan III. z Dražic nařídil na vyprošení Boží pomoci kající průvod z Prahy do benediktinského kláštera v Břevnově; v tomto průvodu bylo neseno rameno svaté Markéty. Jakmile přišel prosebný průvod do Břevnova, spustil se kýžený déšť a zavlažil vyprahlou půdu. Na vděčnou památku tohoto dobrodiní bylo ponecháno rameno svaté Markéty klášteru. Břevnovský klášter si na toto rámě roku 1406 dal zhotovit Plenář svaté Markéty a tato světice se stala patronkou zdejšího klášterního kostela. Císař Karel IV. pro ni dal zřídit oltář ve Svatovítské katedrále a zařadil ji mezi své oblíbené svaté panny - je na jedné z relikviářových (ostatkových) desek Mistra Theodorika ve Zlaté kapli Svatého Kříže, dříve zvané „Utrpení Páně a jeho Znamení, jakož i všeho vojska nebeského“ na Karlštejně.
Známým zpodobením svaté Markéty je sousoší na druhém pilíři Karlova mostu, které vytvořil v roce 1707 Jan Brokoff s velkým podílem svého syna Ferdinanda Maxmiliána Brokoffa. Uprostřed sousoší je svatá Barbora, po stranách stojí svatá Markéta a svatá Alžběta. Svatá Markéta má v ruce kříž a u jejích nohou se svíjí drak.
Jednou z nejvýznamnějších památek zasvěcených sv. Markétě Antiochijské je kostel svaté Markéty Antiochijské ve slovenské obci Kopčany na dohled českých hranic, který je považován za nejstarší dochovaný kostel ve střední Evropě se základy sahajícími až do doby Velkomoravské říše.
Český lid má také řadu pořekadel a pranostik se jménem svaté Markéty, např.:
- Svatá Markéta vede žence do žita.
- Svatá Markéta hodila srp do žita.
- Zapláče-li Markéta, bude dešťů do syta.
- Na Markétu-li prší, ořechy ze stromu srší.
- Svatá Markéta velí: „Lidé, okopávejte zelí!"